# Jeanne Hill
Jeanne Hill är en kulle i Antarktis. Den ligger i Västantarktis. Argentina, Chile och Storbritannien gör anspråk på området. Toppen på Jeanne Hill är 195 meter över havet.
Terrängen runt Jeanne Hill är kuperad åt sydost, men åt nordväst är den platt. Havet är nära Jeanne Hill åt nordväst. Trakten är obefolkad. Det finns inga samhällen i närheten. 